# Nemesis (film 1992)
Nemesis – amerykańsko-duński film akcji z 1992 roku.

## Obsada
- Olivier Gruner − Alex
- Tim Thomerson − Farnsworth
- Merle Kennedy − Max Impact
- Brion James − Maritz
- Jennifer Gatti − Rosaria
- Cary-Hiroyuki Tagawa − Angie-Liv
- Yuji Okumoto − Yoshiro Han
- Jackie Earle Haley − Einstein
- Thomas Jane − Billy
- Thom Mathews − Marion
- Sven-Ole Thorsen − cyborg
- Branscombe Richmond − Meksykanin